# Roge
Roge (ou Rôge) é uma povoação portuguesa sede da Freguesia de Roge do Município de Vale de Cambra, freguesia com 17,60 km² de área e 1540 habitantes (censo de 2021), tendo, por isso, uma densidade populacional de 87,5 hab./km².
Roge está localizada na margem direita do Rio Caima, e dista 5 km da cidade de Vale de Cambra.

## História
A primeira citação escrita encontra-se em documento medieval datado de 924 onde aparece a vila de Soutelo (Vale de Cambra), trata-se de doação feita à Igreja e Mosteiro de São Martinho.
Pertenceu a Comarca de Esgueira em 1527, passou a Comarca de Estarreja em 1839, a Comarca de Arouca em 1852, a Comarca de Oliveira de Azeméis em 1874 e atualmente a Comarca de Vale de Cambra em 1980.
Pertenceu ao Concelho de Macieira de Cambra a partir de 10/12/1867, ao Concelho de Oliveira de Azeméis 21/11/1885 e desde 31/12/1926 pertence ao Concelho (atual Município) de Vale de Cambra.
Pertenceu durante séculos, às Terras de Santa Maria, cuja jurisdição tinha por sede o Castelo de Santa Maria da Feira.

## Demografia
A população registada nos censos foi:
| Distribuição da População por Grupos Etários | Distribuição da População por Grupos Etários | Distribuição da População por Grupos Etários | Distribuição da População por Grupos Etários | Distribuição da População por Grupos Etários |
| -------------------------------------------- | -------------------------------------------- | -------------------------------------------- | -------------------------------------------- | -------------------------------------------- |
| Ano                                          | 0-14 Anos                                    | 15-24 Anos                                   | 25-64 Anos                                   | > 65 Anos                                    |
| 2001                                         | 273                                          | 267                                          | 1018                                         | 343                                          |
| 2011                                         | 208                                          | 174                                          | 968                                          | 402                                          |
| 2021                                         | 128                                          | 164                                          | 781                                          | 467                                          |

## Lugares
A Freguesia de Roge engloba os seguintes lugares:
| Lugar                         | Código Postal |
| ----------------------------- | ------------- |
| Cancelo (Vale de Cambra)      | 3730-371      |
| Carvalheda (Vale de Cambra)   | 3730-372      |
| Casal D'Arão (Vale de Cambra) | 3730-373      |
| Fojo (Vale de Cambra)         | 3730-374      |
| Função (Vale de Cambra)       | 3730-375      |
| Fuste (Vale de Cambra)        | 3730-376      |
| Grela (Vale de Cambra)        | 3730-377      |
| Marmoeiral (Vale de Cambra)   | 3730-378      |
| Moreira (Vale de Cambra)      | 3730-379      |
| Paço (Vale de Cambra)         | 3730-380      |
| Paço de Mato (Vale de Cambra) | 3730-381      |
| Pedre (Vale de Cambra)        | 3730-382      |
| Penas (Vale de Cambra)        | 3730-383      |
| Roge (Vale de Cambra)         | 3730-388      |
| Sandiães (Vale de Cambra)     | 3730-384      |
| Santa Cruz (Vale de Cambra)   | 3730-387      |
| Soutelo (Vale de Cambra)      | 3730-385      |
| Videira (Vale de Cambra)      | 3730-386      |
| Vila Nova (Vale de Cambra)    | 3730-387      |

## Património
- Igreja de Roge
- Cruzeiro de Roge
- Ponte da Fontinha
- Ponte do Castelo do Mau Vizinho
- Capela de Santa Ana
- Ermida de Nossa Senhora do Desterro
- Fonte perto da igreja
- Casa setecentista
- Vestígios romanos
- Pontes Velha, do Castelo do Mau Vizinho, do Pisão e de Fuste
- Fontes da Moreira, do Paço e do Passal
- Casa do Paço
- Moinhos de água
- Barragem Engenheiro Duarte Pacheco
- Lugar de Trebilhadouro
- Castro do Castelo
- Núcleo de moinhos de água de Fuste

## Ligações Externas
- Junta de Freguesia de Rôge